# جورج كرايغ
جورج كرايغ (بالإنجليزية: George Craig)‏ هو لاعب كرة قاعدة أمريكي، ولد في 15 نوفمبر 1887 في فيلادلفيا في الولايات المتحدة، وتوفي في 23 أبريل 1911 في إنديانابوليس في الولايات المتحدة.